# 真源公主
真源公主（?—?），唐朝公主，是中国唐朝第十一代皇帝唐宪宗李纯之女。初封安陵公主。嫁给杜中立。杜中立以门荫历太子通事舍人，拜著作郎，迁光禄少卿、驸马都尉，后为沧州节度使。真源公主因没有迎接太和公主被唐武宗处罚过。  